# 監査法人ウィングパートナーズ
監査法人ウィングパートナーズ （かんさほうじんウィングパートナーズ 英文名称：Wing Partners org）は、日本にかつて存在した監査法人。クライアントは、他の監査法人が監査契約の解除や会計監査人を辞任した会社を期中で引き受けることが多かった。

## 概要
- 本部 - 東京都渋谷区東3-13-11 フロンティアビル
- 人員 - 社員5名、公認会計士他22名（2008年9月現在）
  - 赤坂　満秋（現赤坂公認会計士事務所　代表　(前 赤坂・海生公認会計士共同事務所　代表)）
  - 吉野　直樹
  - 平賀　康麿
  - 他2名（公認会計士登録抹消のため）
- クライアント数 - 23社（2008年9月現在）

## 沿革
- 2007年2月 - 設立
- 2008年4月28日 -  アーティストハウスホールディングスとの監査契約を解除
- 2008年7月18日 - カーチス（旧ソリッドグループホールディングス）の会計監査人を辞任
- 2008年12月22日 - 日本公認会計士協会より赤坂会計士と吉野会計士が処分を受ける
- 2009年1月19日 - 事務所を東京都渋谷区恵比寿東3－11－13フロンティアビル6階に移転
- 2009年2月17日 - 公認会計士・監査審査会がウィングパートナーズに対し行政処分などを行うよう金融庁長官に勧告したと発表。
- 2009年3月13日 - 金融庁は勧告を受け、業務の一部の停止1年などの処分を行った。
- 2009年7月8日 - 金融庁より、業務の停止1ヶ月（2009年7月15日 - 8月14日）の処分を受ける。
- 2009年9月16日 - 解散。[1]

## 出来事

### JICPAから所属代表社員に対する処分
代表社員の赤坂満秋及び吉野直樹は2008年12月22日、日本公認会計士協会より、会員に与えられた権利の停止6ヶ月（2009年6月21日まで）と金融庁への懲戒処分を請求するとの内容の処分を受けた。問題となったのはジャスダックに上場していた企業の会計監査で、監査業務を行ったのは両名がウィングパートナーズを設立する前だった。赤坂は2008年12月24日付けでウィングパートナーズのホームページにおいて日本公認会計士協会の処分に対する見解を明らかにしている。

### CPAAOBの処分勧告と金融庁による処分
公認会計士・監査審査会は2009年2月17日、「監査法人ウィングパートナーズを検査した結果、当該監査法人の運営が著しく不当なものと認められたので、金融庁長官に対し行政処分その他の措置を講ずるよう勧告した」と発表した。これを受け金融庁は2009年3月13日、業務の一部の停止1年及び業務改善命令の処分を下した。具体的には2009年3月23日から2010年3月22日までの間は新たなクライアントを引き受けられなくなる。ウィングパートナーズはホームページで「金融庁、公認会計士・監査審査会よりの検査結果通知書の受領について」と題したコメントを2008年2月18日付けで掲載し、品質管理体制の改善など今後の対応などを明らかにしている。

### 金融庁による処分
2009年7月8日、金融庁は株式会社ゼンテック・テクノロジー・ジャパンが作成した財務諸表について、金融商品取引法に基づく監査証明を行ったウィングパートナーズに対し、2009年7月15日から2009年8月14日までの業務停止1ヶ月及び業務改善命令の処分を下した。また、代表社員である赤坂に業務停止1年6ヶ月、同じく代表社員である吉野に業務停止1年3ヶ月の処分を下した。また、別の社員（森下賢二）にも業務停止3ヶ月の処分が下された。（赤坂及び吉野に対しては、株式会社ペイントハウスが作成した財務書類について、証券取引法に基づく監査証明を行ったことに対する処分が行われているため、業務停止期間が長い。森下賢二についてはその後、日本公認会計士協会より平成25年11月8日から平成26年3月7日まで、また引き続き平成26年3月8日から平成26年10月7日までの合計1年間という異例の長さに渡る会員権の停止の懲戒処分が行われている。

## 過去クライアントだった上場企業
| 社名                                        | 備考                                                  |
| ------------------------------------------- | ----------------------------------------------------- |
| アーティストハウスホールディングス          | 2009/4/28上場廃止                                     |
| カーチス 旧ソリッドグループホールディングス |                                                       |
| NESTAGE                                     | 2010/8/2上場廃止、2014/4/1にゲオへ吸収合併            |
| シコー                                      | 2012/8/10民事再生法適用を申請、2012/9/10上場廃止      |
| 総和地所                                    | 2010/7/1上場廃止、2013/1/7破産                        |
| ランド                                      |                                                       |
| オープンインタフェース                      | 2009/8/31上場廃止                                     |
| サハダイヤモンド                            | 2016/11/1上場廃止                                     |
| ゼクス                                      | 2010/6/15上場廃止                                     |
| リンク・ワン                                | 2011/4/26上場廃止                                     |
| インスパイアー                              | 2014/9/13上場廃止、2015/10/23破産                     |
| クロニクル                                  | 2013/7/17上場廃止、2013/8/27破産                      |
| デザインエクスチェンジ                      | 2011/5/1上場廃止                                      |
| ECI（旧エフェクター細胞研究所）             | 2012/11/1上場廃止                                     |
| 太陽商会（旧NowLoading）                    | 2014/6/28上場廃止、2015/5/7破産、2016/11/11法人格消滅 |
| ゼンテック・テクノロジー・ジャパン          | 209/9/1上場廃止、2009/10/2民事再生手続開始            |
| NFKホールディングス                         |                                                       |
| サンライズ・テクノロジー                    | 2007/06/25上場廃止                                    |
| オーベン                                    | 2008/4/19上場廃止                                     |
| ティエムシー（旧ペイントハウス）            | 2006/07/09上場廃止                                    |
| クオンツ                                    | 2009/1/17上場廃止                                     |
| オー・エイチ・ティー                        | 2009/2/21上場廃止                                     |
| ニューディール                              | 2009/3/29上場廃止                                     |
| モック                                      | 2009/5/1上場廃止                                      |
| ジェイオーグループホールディングス          | 2009/7/1上場廃止                                      |